# シャビエル・フロレンシオ
シャビエル・フロレンシオ（Xavier Florencio、1979年12月26日 - ）は、スペイン、タラゴナ県、ムンロッチ・ダル・カム出身の自転車競技（ロードレース）選手。

## 経歴
父、姉も自転車競技選手として活動した。
1996年
- 国内選手権・ジュニア部門ロードレース優勝。

2001年、オンセと契約を結んでプロ転向。
2004年、リラックス・フエンラブラダに移籍。
2005年
- ブエルタ・ア・エスパーニャ初出場、総合98位。

2006年、ブイグテレコムに移籍。
- クラシカ・サンセバスティアン優勝。

2007年
- ツール・ド・フランス初出場、総合46位。

2009年、サーヴェロ・テストチームに移籍。
2010年
- メディカルスタッフの許可なく、覚せい剤エフェドリンを含む薬物を使用していたとして、ツール・ド・フランスのプロローグ開始直前に、スタートリストから外された[1]。これにより、サーヴェロ・テストチームは、最初から8名での戦いを余儀なくされた。

2011年、ジェオックス - TMCに移籍。
2012年、チーム・カチューシャに移籍。
- クラシカ・サンセバスティアン 9位

カチューシャに所属した2013年に引退。翌年から同チームのアシスタント・スポーツディレクターに就任した。
2019年のチーム消滅まで同職を務め、2020年からはバーレーン・マクラーレンのアシスタント・スポーツディレクターを務めている。